# Jeon Hae-sup
Jeon Hae-sup est un lutteur sud-coréen spécialiste de la lutte libre né le 15 février 1952.

## Biographie
Lors des Jeux olympiques d'été de 1976, il remporte la médaille de bronze en combattant dans la catégorie des -52 kg.